# NMB48のしゃべくりアワー
『NMB48のしゃべくりアワー』（エヌエムビーフォーティエイトのしゃべくりアワー）は、2018年11月12日から2021年3月26日までSHOWROOMで配信されていたインターネット配信番組である。NMB48によるレギュラー番組。

## 概要
NMB48のメンバーが隔週月曜から金曜に、SHOWROOM大阪スタジオより生配信。曜日ごとのテーマ選抜2人が、しゃべくりまくりの1時間ライブ番組。 
2021年3月12日、SHOWROOMのTwitterで3月26日の配信をもって終了することが発表された。

## コーナー
初出し NMB48!
48時間（2日）に起こったことをトーク。
NMB48のしゃべくり相談室
視聴者の悩みに答える。
週間NMBチャレンジ
被らない連想ゲーム。
スクショ映え
視聴者のリクエストに応えてスクリーンショットをしてもらう撮影タイム。

### 過去コーナー
目指せお笑い偏差値UP! なんばなんでも学園
一問一答形式の大喜利コーナー。コーナーの最後にどちらが面白かったかを決める。
なにがでるかな? ガチャトーク!
メンバーからの質問が入っているガチャガチャを回してトークしていくコーナーだが、質問ではなく無茶ぶりが入っていることもある。
テーマトーク
曜日ごとに決められたトークテーマについてトークする。
週間NMBチャレンジ
週間を通して各曜日のメンバーが同じゲームに挑戦して、基準に満たなかったら罰ゲーム。

## 配信日程

### 出演メンバー
- NMB48

〈〉内は出演回数。

### 2018年
| 月曜日 | 月曜日            | 火曜日 | 火曜日            | 水曜日 | 水曜日                    | 木曜日 | 木曜日                   | 金曜日 | 金曜日               |
| 11月   | 11月              | 11月   | 11月              | 11月   | 11月                      | 11月   | 11月                     | 11月   | 11月                 |
| ------ | ----------------- | ------ | ----------------- | ------ | ------------------------- | ------ | ------------------------ | ------ | -------------------- |
| 12日   | 川上礼奈 安田桃寧 | 13日   | 堀詩音 内木志     | 14日   | 本郷柚巴 山田寿々         | 15日   | 大段舞依 林萌々香        | 16日   | 三田麻央 古賀成美    |
| 26日   | 井尻晏菜 中川美音 | 27日   | 磯佳奈江 川上千尋 | 28日   | 東由樹 久代梨奈           | 29日   | 加藤夕夏 武井紗良        | 30日   | 石塚朱莉 森田彩花    |
| 12月   |                   |        |                   |        |                           |        |                          |        |                      |
| 10日   | 小嶋花梨 岩田桃夏 | 11日   | 梅山恋和 山本彩加 | 12日   | 谷川愛梨 鵜野みずき       | 13日   | 上西怜 水田詩織          | 14日   | 明石奈津子 石田優美  |
| 24日   | 塩月希依音 南羽諒 | 25日   | 清水里香 城恵理子 | 26日   | 林萌々香〈2〉 東由樹〈2〉 | 27日   | 井尻晏菜〈2〉 西澤瑠莉奈 | 28日   | 堀詩音〈2〉 山尾梨奈 |

### 2019年
| 月曜日                           | 月曜日                           | 火曜日                                                    | 火曜日                                                    | 水曜日                                                    | 水曜日                                                    | 木曜日                                                  | 木曜日                                                  | 金曜日                                                  | 金曜日                                                  |
| 1月                              | 1月                              | 1月                                                       | 1月                                                       | 1月                                                       | 1月                                                       | 1月                                                     | 1月                                                     | 1月                                                     | 1月                                                     |
| -------------------------------- | -------------------------------- | --------------------------------------------------------- | --------------------------------------------------------- | --------------------------------------------------------- | --------------------------------------------------------- | ------------------------------------------------------- | ------------------------------------------------------- | ------------------------------------------------------- | ------------------------------------------------------- |
| 7日                              | 山本彩加〈2〉 上西怜〈2〉        | 8日                                                       | 川上礼奈〈2〉 磯佳奈江〈2〉                               | 9日                                                       | 坂本夏海 佐藤亜海                                         | 10日                                                    | 小林莉奈 菖蒲まりん                                     | 11日                                                    | 武井紗良〈2〉 大段舞依〈2〉                             |
| 21日                             | 大田莉央奈 安部若菜              | 22日                                                      | 本郷柚巴〈2〉 安田桃寧〈2〉                               | 23日                                                      | 水田詩織〈2〉 明石奈津子〈2〉                             | 24日                                                    | 清水里香〈2〉 内木志〈2〉                               | 25日                                                    | 山田寿々〈2〉 川上千尋〈2〉                             |
| 2月                              |                                  |                                                           |                                                           |                                                           |                                                           |                                                         |                                                         |                                                         |                                                         |
| 4日                              | 河野奈々帆 前田令子              | 5日                                                       | 古賀成美〈2〉 山尾梨奈〈2〉                               | 6日                                                       | 中川美音〈2〉 大段舞依〈3〉                               | 7日                                                     | 川上礼奈〈3〉 鵜野みずき〈2〉                           | 8日                                                     | 岩田桃夏〈2〉 城恵理子〈2〉                             |
| 18日                             | 貞野遥香 新澤菜央                | 19日                                                      | 内木志〈3〉 西澤瑠莉奈〈2〉                               | 20日                                                      | 石塚朱莉〈2〉 森田彩花〈2〉                               | 21日                                                    | 水田詩織〈3〉 山本望叶                                  | 22日                                                    | 石田優美〈2〉 久代梨奈〈2〉                             |
| 3月                              |                                  |                                                           |                                                           |                                                           |                                                           |                                                         |                                                         |                                                         |                                                         |
| 4日                              | 堀ノ内百香 小川結夏              | 5日                                                       | 中川美音〈3〉 本郷柚巴〈3〉                               | 6日                                                       | 渋谷凪咲 山尾梨奈〈3〉                                    | 7日                                                     | 安部若菜〈2〉 溝渕麻莉亜                                | 8日                                                     | 大澤藍 杉浦琴音                                         |
| 18日                             | 塩月希依音〈2〉 泉綾乃           | 19日                                                      | 河野奈々帆〈2〉 清水里香〈3〉                             | 20日                                                      | 武井紗良〈3〉 磯佳奈江〈3〉                               | 21日                                                    | 村瀬紗英 大段舞依〈4〉                                  | 22日                                                    | 中野美来 杉浦琴音〈2〉                                  |
| 4月                              |                                  |                                                           |                                                           |                                                           |                                                           |                                                         |                                                         |                                                         |                                                         |
| 1日                              | 井尻晏菜〈3〉 久代梨奈〈3〉      | 2日                                                       | 小嶋花梨〈2〉 上西怜〈3〉                                 | 3日                                                       | 古賀成美〈3〉 石塚朱莉〈3〉                               | 4日                                                     | 谷川愛梨〈2〉 石田優美〈3〉                             | 5日                                                     | 堀詩音〈3〉 本郷柚巴〈4〉                               |
| 15日                             | 水田詩織〈4〉 安田桃寧〈3〉      | 16日                                                      | 山尾梨奈〈4〉 渋谷凪咲〈2〉                               | 17日                                                      | 山田寿々〈3〉 内木志〈4〉                                 | 18日                                                    | 明石奈津子〈3〉 森田彩花〈3〉                           | 19日                                                    | 西澤瑠莉奈〈3〉 久代梨奈〈4〉                           |
| 5月                              |                                  |                                                           |                                                           |                                                           |                                                           |                                                         |                                                         |                                                         |                                                         |
| 6日                              | -                                | 7日                                                       | 東由樹〈3〉 磯佳奈江〈4〉                                 | 8日                                                       | 原かれん 横野すみれ                                       | 9日                                                     | 加藤夕夏〈2〉 山本望叶〈2〉                             | 10日                                                    | 武井紗良〈4〉 中川美音〈4〉                             |
| 20日                             | 大段舞依〈5〉 川上千尋〈3〉      | 21日                                                      | 小川結夏〈2〉 岡本怜奈                                    | 22日                                                      | 佐藤亜海〈2〉 河野奈々帆〈3〉                             | 23日                                                    | 鵜野みずき〈3〉 古賀成美〈4〉                           | 24日                                                    | 井尻晏菜〈4〉 上西怜〈4〉                               |
| 6月                              |                                  |                                                           |                                                           |                                                           |                                                           |                                                         |                                                         |                                                         |                                                         |
| 3日                              | 小林莉奈〈2〉 坂本夏海〈2〉      | 4日                                                       | 大田莉央奈〈2〉 溝渕麻莉亜〈2〉                           | 5日                                                       | 太田夢莉 谷川愛梨〈3〉                                    | 6日                                                     | 貞野遥香〈2〉 新澤菜央〈2〉                             | 7日                                                     | 山田寿々〈4〉 上西怜〈5〉                               |
| 17日                             | 北村真菜 大段結愛                | 18日                                                      | 山尾梨奈〈5〉 安田桃寧〈4〉                               | 19日                                                      | 三宅ゆりあ 原かれん〈2〉                                  | 20日                                                    | 清水里香〈4〉 前田令子〈2〉                             | 21日                                                    | 塩月希依音〈3〉 山本望叶〈3〉                           |
| 7月                              |                                  |                                                           |                                                           |                                                           |                                                           |                                                         |                                                         |                                                         |                                                         |
| 1日                              | 堀詩音〈4〉 内木志〈5〉          | 2日                                                       | 本郷柚巴〈5〉 中川美音〈5〉                               | 3日                                                       | 井尻晏菜〈5〉 鵜野みずき〈4〉                             | 4日                                                     | 水田詩織〈5〉 石塚朱莉〈4〉                             | 5日                                                     | 川上礼奈〈4〉 古賀成美〈5〉                             |
| 15日                             | 梅山恋和 〈2〉 小嶋花梨〈3〉     | 16日                                                      | 坂本夏海〈3〉 前田令子〈3〉                               | 17日                                                      | 東由樹〈4〉 大田莉央奈〈3〉                               | 18日                                                    | 石田優美〈4〉 河野奈々帆〈4〉                           | 19日                                                    | 大段舞依〈6〉 菖蒲まりん〈2〉                           |
| 29日                             | 太田夢莉〈2〉 塩月希依音〈4〉    | 30日                                                      | 小川結夏〈3〉 北村真菜〈2〉                               | 31日                                                      | 岡本怜奈〈2〉 新澤菜央〈3〉                               | -                                                       | -                                                       | -                                                       | -                                                       |
| 8月                              |                                  |                                                           |                                                           |                                                           |                                                           |                                                         |                                                         |                                                         |                                                         |
| -                                | -                                | -                                                         | -                                                         | -                                                         | -                                                         | 1日                                                     | 川上千尋〈4〉 清水里香〈5〉                             | 2日                                                     | 森田彩花〈4〉 山尾梨奈〈6〉                             |
| 12日                             | 南羽諒〈2〉 堀ノ内百香〈2〉      | 13日                                                      | 石塚朱莉〈5〉 久代梨奈〈5〉                               | 14日                                                      | 上西怜〈6〉 山田寿々〈5〉                                 | 15日                                                    | -                                                       | 16日                                                    | 出口結菜 山崎亜美瑠                                     |
| 25日 20:00 - 21:00 21:00 - 22:00 | 25日 20:00 - 21:00 21:00 - 22:00 | 谷川愛梨〈4〉、村瀬紗英〈2〉 大段舞依〈7〉、水田詩織〈6〉 | 谷川愛梨〈4〉、村瀬紗英〈2〉 大段舞依〈7〉、水田詩織〈6〉 | 谷川愛梨〈4〉、村瀬紗英〈2〉 大段舞依〈7〉、水田詩織〈6〉 | 谷川愛梨〈4〉、村瀬紗英〈2〉 大段舞依〈7〉、水田詩織〈6〉 | 石田優美〈5〉、川上千尋〈5〉 堀詩音〈5〉、清水里香〈6〉 | 石田優美〈5〉、川上千尋〈5〉 堀詩音〈5〉、清水里香〈6〉 | 石田優美〈5〉、川上千尋〈5〉 堀詩音〈5〉、清水里香〈6〉 | 石田優美〈5〉、川上千尋〈5〉 堀詩音〈5〉、清水里香〈6〉 |
| 26日                             | 安田桃寧〈5〉 上西怜〈7〉        | 27日                                                      | 西澤瑠莉奈〈4〉 森田彩花〈5〉                             | 28日                                                      | 安部若菜〈3〉 泉綾乃〈2〉                                 | 29日                                                    | 中川美音〈6〉 本郷柚巴〈6〉                             | 30日                                                    | 井尻晏菜〈6〉 堀詩音〈6〉                               |
| 9月                              |                                  |                                                           |                                                           |                                                           |                                                           |                                                         |                                                         |                                                         |                                                         |
| 9日                              | 小林莉奈〈3〉 貞野遥香〈3〉      | 10日                                                      | 加藤夕夏〈3〉 東由樹〈5〉                                 | 11日                                                      | 佐藤亜海〈3〉 泉綾乃〈3〉                                 | 12日                                                    | 岡本怜奈〈3〉 小川結夏〈4〉                             | 13日                                                    | 河野奈々帆〈5〉 川上千尋〈6〉                           |
| 23日                             | 出口結菜〈2〉 堀ノ内百香〈3〉    | 24日                                                      | 水田詩織〈7〉 堀詩音〈7〉                                 | 25日                                                      | 明石奈津子〈4〉 鵜野みずき〈5〉                           | 26日                                                    | 川上礼奈〈5〉 久代梨奈〈6〉                             | 27日                                                    | 武井紗良〈5〉 大段舞依〈8〉                             |
| 10月                             |                                  |                                                           |                                                           |                                                           |                                                           |                                                         |                                                         |                                                         |                                                         |
| 7日                              | 坂本夏海〈4〉 菖蒲まりん〈3〉    | 8日                                                       | 石塚朱莉〈6〉 古賀成美〈6〉                               | 9日                                                       | 小林莉奈〈4〉 中野美来〈2〉                               | 10日                                                    | 新澤菜央〈4〉 山田寿々〈6〉                             | 11日                                                    | 小嶋花梨〈4〉 中川美音〈7〉                             |
| 21日                             | 石田優美〈6〉 山田寿々〈7〉      | 22日                                                      | 泉綾乃〈4〉 安部若菜〈4〉                                 | 23日                                                      | 森田彩花〈6〉 貞野遥香〈4〉                               | 24日                                                    | 久代梨奈〈7〉 渋谷凪咲〈3〉                             | 25日                                                    | 鵜野みずき〈6〉 西澤瑠莉奈〈5〉                         |
| 11月                             |                                  |                                                           |                                                           |                                                           |                                                           |                                                         |                                                         |                                                         |                                                         |
| 4日                              | 河野奈々帆〈6〉 出口結菜〈3〉    | 5日                                                       | 大田莉央奈〈4〉 南羽諒〈3〉                               | 6日                                                       | 堀ノ内百香〈4〉 塩月希依音〈5〉                           | 7日                                                     | 横野すみれ〈2〉 小川結夏〈5〉                           | 8日                                                     | 上西怜〈8〉 清水里香〈7〉                               |
| 18日                             | 三宅ゆりあ〈2〉 坂本夏海〈5〉    | 19日                                                      | 安田桃寧〈6〉 本郷柚巴〈7〉                               | 20日                                                      | 山崎亜美瑠〈2〉 原かれん〈3〉                             | 21日                                                    | 杉浦琴音〈3〉 岡本怜奈〈4〉                             | 22日                                                    | 古賀成美〈7〉 石塚朱莉〈7〉                             |
| 12月                             |                                  |                                                           |                                                           |                                                           |                                                           |                                                         |                                                         |                                                         |                                                         |
| 2日                              | 新澤菜央〈5〉 中川美音〈8〉      | 3日                                                       | 水田詩織〈8〉 梅山恋和〈3〉                               | 4日                                                       | 泉綾乃〈5〉 菖蒲まりん〈4〉                               | 5日                                                     | 谷川愛梨〈5〉 村瀬紗英〈3〉                             | 6日                                                     | 小川結夏〈6〉 貞野遥香〈5〉                             |
| 16日                             | 清水里香〈8〉 山田寿々〈8〉      | 17日                                                      | 三宅ゆりあ〈3〉 山崎亜美瑠〈3〉                           | 18日                                                      | 安部若菜〈5〉 溝渕麻莉亜〈3〉                             | 19日                                                    | -                                                       | 20日                                                    | 鵜野みずき〈7〉 本郷柚巴〈8〉                           |

### 2020年
| 月曜日 | 月曜日                                                        | 火曜日                                                        | 火曜日                                                        | 水曜日                                                        | 水曜日                                                         | 木曜日                                                        | 木曜日                                                          | 金曜日                                                        | 金曜日                                                        |
| 1月    | 1月                                                           | 1月                                                           | 1月                                                           | 1月                                                           | 1月                                                            | 1月                                                           | 1月                                                             | 1月                                                           | 1月                                                           |
| ------ | ------------------------------------------------------------- | ------------------------------------------------------------- | ------------------------------------------------------------- | ------------------------------------------------------------- | -------------------------------------------------------------- | ------------------------------------------------------------- | --------------------------------------------------------------- | ------------------------------------------------------------- | ------------------------------------------------------------- |
| 13日   | 塩月希依音〈6〉 堀ノ内百香〈5〉                               | 14日                                                          | 中川美音〈9〉 堀詩音〈8〉                                     | 15日                                                          | 石塚朱莉〈8〉 水田詩織〈9〉                                    | 16日                                                          | 井尻晏菜〈7〉 明石奈津子〈5〉                                   | 17日                                                          | 森田彩花〈7〉 山尾梨奈〈7〉                                   |
| 27日   | 岡本怜奈〈5〉 本郷柚巴〈9〉                                   | 28日                                                          | 前田令子〈4〉 安田桃寧〈7〉                                   | 29日                                                          | 坂本夏海〈6〉 南羽諒〈4〉                                      | 30日                                                          | 清水里香〈9〉 鵜野みずき〈8〉                                   | 31日                                                          | 東由樹〈6〉 加藤夕夏〈4〉                                     |
| 2月    |                                                               |                                                               |                                                               |                                                               |                                                                |                                                               |                                                                 |                                                               |                                                               |
| 2日    | メンバー                                                      | メンバー                                                      | メンバー                                                      | メンバー                                                      | メンバー                                                       | メンバー                                                      | メンバー                                                        | メンバー                                                      | メンバー                                                      |
| 10日   | 小川結夏〈7〉 原かれん〈4〉                                   | 11日                                                          | 溝渕麻莉亜〈4〉 前田令子〈5〉                                 | 12日                                                          | 中野美来〈3〉 山崎亜美瑠〈4〉                                  | 13日                                                          | 小林莉奈〈5〉 河野奈々帆〈7〉                                   | 14日                                                          | 横野すみれ〈3〉 新澤菜央〈6〉                                 |
| 24日   | 杉浦琴音〈4〉 井尻晏菜〈8〉                                   | 25日                                                          | 水田詩織〈10〉 上西怜〈9〉                                    | 26日                                                          | 石田優美〈7〉 貞野遥香〈6〉                                    | 27日                                                          | 岡本怜奈〈6〉 原かれん〈5〉                                     | 28日                                                          | 中川美音〈10〉 本郷柚巴〈10〉                                 |
| 3月    |                                                               |                                                               |                                                               |                                                               |                                                                |                                                               |                                                                 |                                                               |                                                               |
| 23日   | 安田桃寧〈8〉 安部若菜〈6〉                                   | 24日                                                          | 鵜野みずき〈9〉 堀詩音〈9〉                                   | 25日                                                          | 森田彩花〈8〉 出口結菜〈4〉                                    | 26日                                                          | 坂本夏海〈7〉 菖蒲まりん〈5〉                                   | 27日                                                          | 東由樹〈7〉 山田寿々〈9〉                                     |
| 4月    |                                                               |                                                               |                                                               |                                                               |                                                                |                                                               |                                                                 |                                                               |                                                               |
| 24日   | 菖蒲まりん〈6〉 出口結菜〈5〉 堀ノ内百香 〈6〉 山田寿々〈10〉 | 菖蒲まりん〈6〉 出口結菜〈5〉 堀ノ内百香 〈6〉 山田寿々〈10〉 | 菖蒲まりん〈6〉 出口結菜〈5〉 堀ノ内百香 〈6〉 山田寿々〈10〉 | 菖蒲まりん〈6〉 出口結菜〈5〉 堀ノ内百香 〈6〉 山田寿々〈10〉 | 菖蒲まりん〈6〉 出口結菜〈5〉 堀ノ内百香 〈6〉 山田寿々〈10〉  | 菖蒲まりん〈6〉 出口結菜〈5〉 堀ノ内百香 〈6〉 山田寿々〈10〉 | 菖蒲まりん〈6〉 出口結菜〈5〉 堀ノ内百香 〈6〉 山田寿々〈10〉   | 菖蒲まりん〈6〉 出口結菜〈5〉 堀ノ内百香 〈6〉 山田寿々〈10〉 | 菖蒲まりん〈6〉 出口結菜〈5〉 堀ノ内百香 〈6〉 山田寿々〈10〉 |
| 5月    |                                                               |                                                               |                                                               |                                                               |                                                                |                                                               |                                                                 |                                                               |                                                               |
| 4日    | 泉綾乃〈6〉 坂本夏海〈8〉 南羽諒〈5〉 塩月希依音〈7〉         | 5日                                                           | 杉浦琴音〈5〉 岡本怜奈〈7〉 小川結夏〈8〉 北村真菜〈3〉       | 6日                                                           | 中川美音〈11〉 本郷柚巴〈11〉 中野美来〈4〉 山本彩加〈3〉      | 7日                                                           | 森田彩花〈9〉 明石奈津子〈6〉 鵜野みずき〈10〉 東由樹〈8〉      | 8日                                                           | 菖蒲まりん〈7〉 出口結菜〈6〉 前田令子〈6〉 水田詩織〈11〉    |
| 18日   | 上西怜〈10〉 山田寿々〈11〉 中川美音〈12〉 加藤夕夏〈5〉      | 19日                                                          | 小林莉奈〈6〉 北村真菜〈4〉 横野すみれ〈4〉 坂本夏海〈9〉     | 20日                                                          | 塩月希依音〈8〉 小川結夏〈9〉 堀詩音〈10〉 杉浦琴音〈6〉       | 21日                                                          | 新澤菜央〈7〉 三宅ゆりあ〈4〉 前田令子〈7〉 山本望叶〈4〉       | 22日                                                          | 貞野遥香〈7〉 原かれん〈6〉 岡本怜奈〈8〉 本郷柚巴〈12〉      |
| 6月    |                                                               |                                                               |                                                               |                                                               |                                                                |                                                               |                                                                 |                                                               |                                                               |
| 1日    | 井尻晏菜〈9〉 本郷柚巴〈13〉 貞野遥香〈8〉 西澤瑠莉奈〈6〉    | 2日                                                           | 水田詩織〈12〉 菖蒲まりん〈8〉 出口結菜〈7〉 明石奈津子〈7〉  | 3日                                                           | 中川美音〈13〉 安田桃寧〈9〉 泉綾乃〈7〉 北村真菜〈5〉         | 4日                                                           | 上西怜〈11〉 原かれん〈7〉 中野美来〈5〉 堀詩音〈11〉           | 5日                                                           | 鵜野みずき〈11〉 杉浦琴音〈7〉 坂本夏海〈10〉 前田令子〈8〉   |
| 15日   | 安田桃寧〈10〉 杉浦琴音〈8〉 水田詩織〈13〉 堀詩音〈12〉      | 16日                                                          | 塩月希依音〈9〉 山本望叶〈5〉 前田令子〈9〉 中野美来〈6〉     | 18日                                                          | 清水里香〈10〉 鵜野みずき〈12〉 井尻晏菜〈10〉 横野すみれ〈5〉 | 19日                                                          | 森田彩花〈10〉 貞野遥香〈9〉 加藤夕夏〈6〉 南羽諒〈6〉          | 20日                                                          | 小嶋花梨〈5〉 小川結夏〈10〉 北村真菜〈6〉 中川美音〈14〉     |
| 29日   | 新澤菜央〈8〉 本郷柚巴〈14〉 三宅ゆりあ〈5〉 原かれん 〈8〉   | 30日                                                          | 杉浦琴音〈9〉 菖蒲まりん〈9〉 小川結夏〈11〉 泉綾乃〈8〉      | -                                                             | -                                                              | -                                                             | -                                                               | -                                                             | -                                                             |
| 7月    |                                                               |                                                               |                                                               |                                                               |                                                                |                                                               |                                                                 |                                                               |                                                               |
| -      | -                                                             | -                                                             | -                                                             | 1日                                                           | 岡本怜奈〈9〉 坂本夏海〈11〉 清水里香〈11〉 貞野遥香〈10〉     | 2日                                                           | 中野美来〈7〉 前田令子〈10〉 出口結菜〈8〉 中川美音〈15〉       | 3日                                                           | 白間美瑠 井尻晏菜〈11〉 塩月希依音〈10〉 南羽諒〈7〉          |
| 13日   | 坂本夏海〈12〉 石塚朱莉〈9〉 鵜野みずき〈13〉 前田令子〈11〉  | 14日                                                          | 石田優美〈8〉 清水里香〈12〉 水田詩織〈14〉 加藤夕夏〈7〉     | 15日                                                          | 川上千尋〈7〉 河野奈々帆〈8〉 小川結夏〈12〉 中野美来〈8〉     | 16日                                                          | 井尻晏菜〈12〉 杉浦琴音〈10〉 堀詩音〈13〉 小嶋花梨〈6〉        | 17日                                                          | 上西怜〈12〉 新澤菜央〈9〉 中川美音〈16〉 本郷柚巴〈14〉      |
| 27日   | 原かれん〈9〉 森田彩花〈11〉 鵜野みずき〈14〉 堀詩音〈14〉    | 28日                                                          | 中川美音〈17〉 中野美来〈9〉 坂本夏海〈13〉 南羽諒〈8〉       | 29日                                                          | 塩月希依音〈11〉 水田詩織〈15〉 安田桃寧〈11〉 泉綾乃〈9〉     | 30日                                                          | 貞野遥香〈11〉 新澤菜央〈10〉 岡本怜奈〈10〉 北村真菜〈7〉      | 31日                                                          | 杉浦琴音〈11〉 清水里香〈13〉 小川結夏〈13〉 山崎亜美瑠〈5〉  |
| 8月    |                                                               |                                                               |                                                               |                                                               |                                                                |                                                               |                                                                 |                                                               |                                                               |
| 10日   | 水田詩織〈16〉 小川結夏〈14〉 中野美来〈10〉 本郷柚巴〈15〉   | 11日                                                          | 石塚朱莉〈10〉 鵜野みずき〈15〉 岡本怜奈〈11〉 原かれん〈10〉 | 12日                                                          | 清水里香〈14〉 井尻晏菜〈13〉 東由樹〈9〉 山田寿々〈12〉       | 13日                                                          | 泉綾乃〈10〉 杉浦琴音〈12〉 出口結菜〈9〉 中川美音〈18〉        | 14日                                                          | 坂本夏海〈14〉 菖蒲まりん〈10〉 堀詩音〈15〉 南波陽向         |
| 24日   | 坂本夏海〈15〉 貞野遥香〈12〉 原かれん〈11〉 南波陽向〈2〉    | 25日                                                          | 石田優美〈9〉 石塚朱莉〈11〉 水田詩織〈17〉 中川美音〈19〉    | 26日                                                          | 前田令子〈12〉 岡本怜奈〈12〉 新澤菜央〈11〉 本郷柚巴〈16〉    | 27日                                                          | 泉綾乃〈11〉 南羽諒〈9〉 塩月希依音〈12〉 山本望叶〈6〉         | 28日                                                          | 安部若菜〈7〉 鵜野みずき〈16〉 杉浦琴音〈13〉 中野美来〈11〉  |
| 9月    |                                                               |                                                               |                                                               |                                                               |                                                                |                                                               |                                                                 |                                                               |                                                               |
| 7日    | 水田詩織〈18〉 石塚朱莉〈12〉 本郷柚巴〈17〉 東由樹〈10〉     | 8日                                                           | 原かれん〈12〉 中野美来〈12〉 岡本怜奈〈13〉 新澤菜央〈12〉   | 9日                                                           | 杉浦琴音〈14〉 井尻晏菜〈14〉 清水里香〈15〉 坂本夏海〈16〉    | 10日                                                          | 鵜野みずき〈17〉 山本望叶〈7〉 横野すみれ〈6〉 塩月希依音〈13〉 | 11日                                                          | 河野奈々帆〈9〉 川上千尋〈8〉 前田令子〈13〉 泉綾乃〈12〉     |
| 21日   | 山崎亜美瑠〈6〉 出口結菜〈10〉 小川結夏〈15〉 南波陽向〈3〉   | 22日                                                          | 梅山恋和〈4〉 上西怜〈13〉 新澤菜央〈13〉 横野すみれ〈7〉     | 23日                                                          | 石塚朱莉〈13〉 前田令子〈14〉 中川美音〈20〉 中野美来〈13〉    | 24日                                                          | 坂本夏海〈17〉 水田詩織〈19〉 岡本怜奈〈14〉 本郷柚巴〈19〉     | 25日                                                          | 堀詩音〈16〉 鵜野みずき〈18〉 杉浦琴音〈15〉 原かれん〈13〉   |
| 10月   |                                                               |                                                               |                                                               |                                                               |                                                                |                                                               |                                                                 |                                                               |                                                               |
| 5日    | 清水里香〈16〉 菖蒲まりん〈11〉 中川美音〈21〉 本郷柚巴〈20〉 | 6日                                                           | 堀詩音〈17〉 水田詩織〈20〉 岡本怜奈〈15〉 小川結夏〈16〉     | 7日                                                           | 泉綾乃〈13〉 坂本夏海〈18〉 塩月希依音〈14〉 原かれん〈14〉    | 8日                                                           | 河野奈々帆〈10〉 杉浦琴音〈16〉 東由樹〈11〉 新澤菜央〈14〉     | 9日                                                           | NMB48 10周年 結成10周年SPメンバー                             |
| 11月   |                                                               |                                                               |                                                               |                                                               |                                                                |                                                               |                                                                 |                                                               |                                                               |
| 2日    | 井尻晏菜〈15〉 堀詩音〈18〉 杉浦琴音〈17〉 新澤菜央〈15〉     | 3日                                                           | 石塚朱莉〈14〉 水田詩織〈21〉 菖蒲まりん〈12〉 原かれん〈15〉 | 4日                                                           | 東由樹〈12〉 鵜野みずき〈19〉 坂本夏海〈19〉 北村真菜〈8〉     | 5日                                                           | 前田令子〈15〉 中野美来〈14〉 塩月希依音〈15〉 小川結夏〈17〉   | 6日                                                           | 石田優美〈10〉 本郷柚巴〈21〉 中川美音〈22〉 河野奈々帆〈11〉 |
| 16日   | 石田優美〈11〉 水田詩織〈22〉 前田令子〈16〉 塩月希依音〈16〉 | 17日                                                          | 清水里香〈17〉 東由樹〈13〉 新澤菜央〈16〉 中川美音〈23〉     | 18日                                                          | 泉綾乃〈14〉 杉浦琴音〈18〉 本郷柚巴〈22〉 中野美来〈15〉      | 19日                                                          | 河野奈々帆〈12〉 小川結夏〈18〉 原かれん〈16〉 北村真菜〈9〉    | 20日                                                          | 坂本夏海〈20〉 貞野遥香〈13〉 菖蒲まりん〈13〉 岡本怜奈〈16〉 |
| 30日   | 堀詩音〈19〉 水田詩織〈23〉 中川美音〈24〉 本郷柚巴〈23〉     | -                                                             | -                                                             | -                                                             | -                                                              | -                                                             | -                                                               | -                                                             | -                                                             |
| 12月   |                                                               |                                                               |                                                               |                                                               |                                                                |                                                               |                                                                 |                                                               |                                                               |
| -      | -                                                             | 1日                                                           | 鵜野みずき〈20〉 中野美来〈16〉 岡本怜奈〈17〉 北村真菜〈9〉  | 2日                                                           | 清水里香〈18〉 菖蒲まりん〈14〉 杉浦琴音〈19〉 出口結菜〈11〉  | 3日                                                           | 坂本夏海〈21〉 小川結夏〈19〉 横野すみれ〈8〉 山本望叶〈8〉     | 4日                                                           | 河野奈々帆〈13〉 塩月希依音〈17〉 上西怜〈14〉 新澤菜央〈17〉 |
| 14日   | -                                                             | 15日                                                          | 坂本夏海〈22〉 前田令子〈17〉 菖蒲まりん〈15〉 中川美音〈25〉 | 16日                                                          | 川上千尋〈9〉 堀詩音〈20〉 小川結夏〈20〉 貞野遥香〈14〉       | 17日                                                          | 本郷柚巴〈24〉 上西怜〈15〉 山田寿々〈13〉 中野美来〈17〉       | 18日                                                          | 鵜野みずき〈21〉 井尻晏菜〈16〉 水田詩織〈24〉 杉浦琴音〈20〉 |

### 2021年
| 月曜日 | 月曜日                                                        | 火曜日 | 火曜日                                                      | 水曜日 | 水曜日                                                       | 木曜日 | 木曜日                                                       | 金曜日      | 金曜日                                                      |
| 1月    | 1月                                                           | 1月    | 1月                                                         | 1月    | 1月                                                          | 1月    | 1月                                                          | 1月         | 1月                                                         |
| ------ | ------------------------------------------------------------- | ------ | ----------------------------------------------------------- | ------ | ------------------------------------------------------------ | ------ | ------------------------------------------------------------ | ----------- | ----------------------------------------------------------- |
| 11日   | 中川美音〈26〉 安部若菜〈8〉 瓶野神音 浅尾桃香                | 12日   | 堀詩音〈21〉 貞野遥香〈15〉 菖蒲まりん〈16〉 和田海佑       | 13日   | 新澤菜央〈18〉 南羽諒〈10〉 折坂心春 黒田楓和                | 14日   | 杉浦琴音〈21〉 泉綾乃〈15〉 平山真衣 眞鍋杏樹                | 15日        | 本郷柚巴〈25〉 小嶋花梨〈7〉 佐月愛果 隅野和奏              |
| 25日   | 石塚朱莉〈15〉 岡本怜奈〈18〉 川上千尋〈10〉 河野奈々帆〈14〉 | 26日   | 鵜野みずき〈22〉 上西怜〈16〉 中野美来〈18〉 瓶野神音〈2〉  | 27日   | 石田優美〈12〉 横野すみれ〈9〉 貞野遥香〈16〉 堀詩音〈22〉   | 28日   | 清水里香〈19〉 早川夢菜 安田桃寧〈12〉 芳野心咲              | 29日        | 加藤夕夏〈8〉 塩月希依音〈18〉 原かれん〈17〉 隅野和奏〈2〉 |
| 2月    |                                                               |        |                                                             |        |                                                              |        |                                                              |             |                                                             |
| 8日    | 中川美音〈27〉 鵜野みずき〈23〉 中野美来〈19〉 浅尾桃香〈2〉  | 9日    | 小嶋花梨〈8〉 原かれん〈18〉 隅野和奏〈3〉 本郷柚巴〈26〉   | 10日   | 白間美瑠〈2〉 梅山恋和〈5〉 折坂心春〈2〉 黒田楓和〈2〉      | 11日   | 出口結菜〈12〉 前田令子〈18〉 岡本怜奈 〈19〉 石塚朱莉〈16〉 | 12日        | 泉綾乃〈16〉 杉浦琴音〈22〉 早川夢菜〈2〉 平山真衣〈2〉     |
| 22日   | 川上千尋〈11〉 河野奈々帆〈15〉 水田詩織〈25〉 山本望叶〈9〉  | 23日   | 加藤夕夏〈9〉 小嶋花梨〈9〉 原かれん〈19〉 佐月愛果〈2〉    | 24日   | 石田優美〈13〉 貞野遥香〈17〉 菖蒲まりん〈17〉 和田海佑〈2〉 | 25日   | 小川結夏〈21〉 新澤菜央〈19〉 南羽諒〈11〉 山崎亜美瑠〈7〉   | 26日        | 安部若菜〈9〉 上西怜〈17〉 中川美音〈28〉 中野美来〈20〉    |
| 3月    |                                                               |        |                                                             |        |                                                              |        |                                                              |             |                                                             |
| 8日    | 中川美音〈29〉 原かれん〈20〉 浅尾桃香〈3〉 黒田楓和〈3〉     | 9日    | 杉浦琴音〈23〉 本郷柚巴〈27〉 早川夢菜〈3〉 芳野心咲〈2〉   | 10日   | 小川結夏〈22〉 出口結菜〈13〉 平山真衣〈3〉 和田海佑〈3〉    | 11日   | 貞野遥香〈18〉 水田詩織〈26〉 瓶野神音〈3〉 眞鍋杏樹〈2〉    | 12日        | 菖蒲まりん〈18〉 新澤菜央〈20〉 折坂心春〈3〉 隅野和奏〈4〉 |
| 22日   | 南羽諒〈12〉 塩月希依音〈19〉 石塚朱莉〈17〉 川上千尋〈12〉   | 23日   | 泉綾乃〈17〉 貞野遥香〈19〉 菖蒲まりん〈19〉 本郷柚巴〈28〉 | 24日   | 前田令子〈19〉 南波陽向〈4〉 安田桃寧〈13〉 石塚朱莉〈18〉   | 25日   | 石田優美〈14〉 河野奈々帆〈16〉 原かれん〈21〉 堀詩音〈23〉  | 26日 最終回 | 小川結夏〈23〉 杉浦琴音〈24〉 中川美音〈30〉 水田詩織〈27〉 |